# Luci Calpurni Pisó Cesoní (cònsol 112 aC)
Luci Calpurni Pisó Cesoní (llatí: Lucius Calpurnius L. F. C. N. Piso Caesoninus) era un magistrat romà suposat fill de Luci Calpurni Pisó Cesoní, cònsol el 148 aC.
L'any 112 aC va ser cònsol amb Marc Livi Drus. L'any 107 aC, va servir com a legat del cònsol Luci Cassi Longí, que va ser enviat a la Gàl·lia per a lluitar contra els cimbres i els seus aliats. Va morir durant la guerra címbria juntament amb el cònsol, a la batalla de Burdigala en la que els romans van ser derrotats pels tigurins lliurada en territori dels al·lòbroges.
Aquest Pisó era l'avi del sogre de Juli Cèsar, fet que el mateix Cèsar recorda quan parla de la seva victòria contra els tigurins en una data posterior.